# Alte Feuerwache Gathe

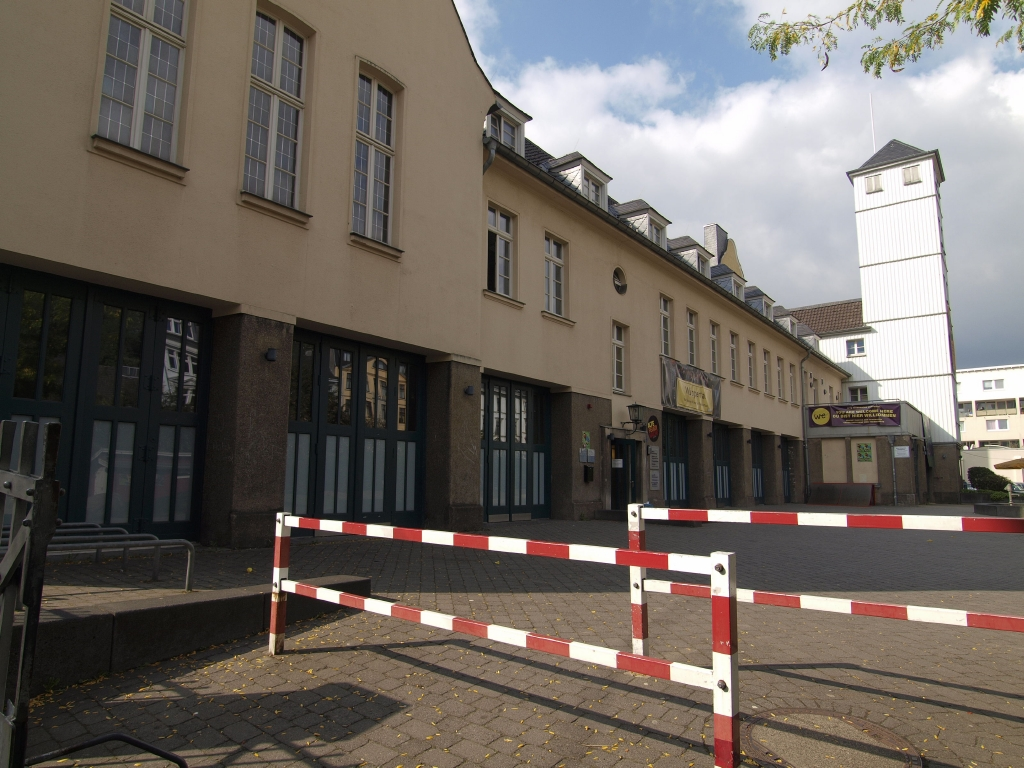
Alte Feuerwache Gathe

Die Alte Feuerwache Gathe wurde im Jahr 1923 als Hauptfeuerwache der Stadt Elberfeld in der Straße Gathe errichtet. Sie ist als Baudenkmal in der Liste der Baudenkmäler in Wuppertal unter der Denkmalnummer 3192 eingetragen. Die Alte Feuerwache Gathe ist Teil der Route 9, eine von 13 Teilrouten der Stadtrouten, die durch das Projekt Fäden, Farben, Wasser, Dampf 2006 der Öffentlichkeit vorgestellt wurden.

## Beschreibung

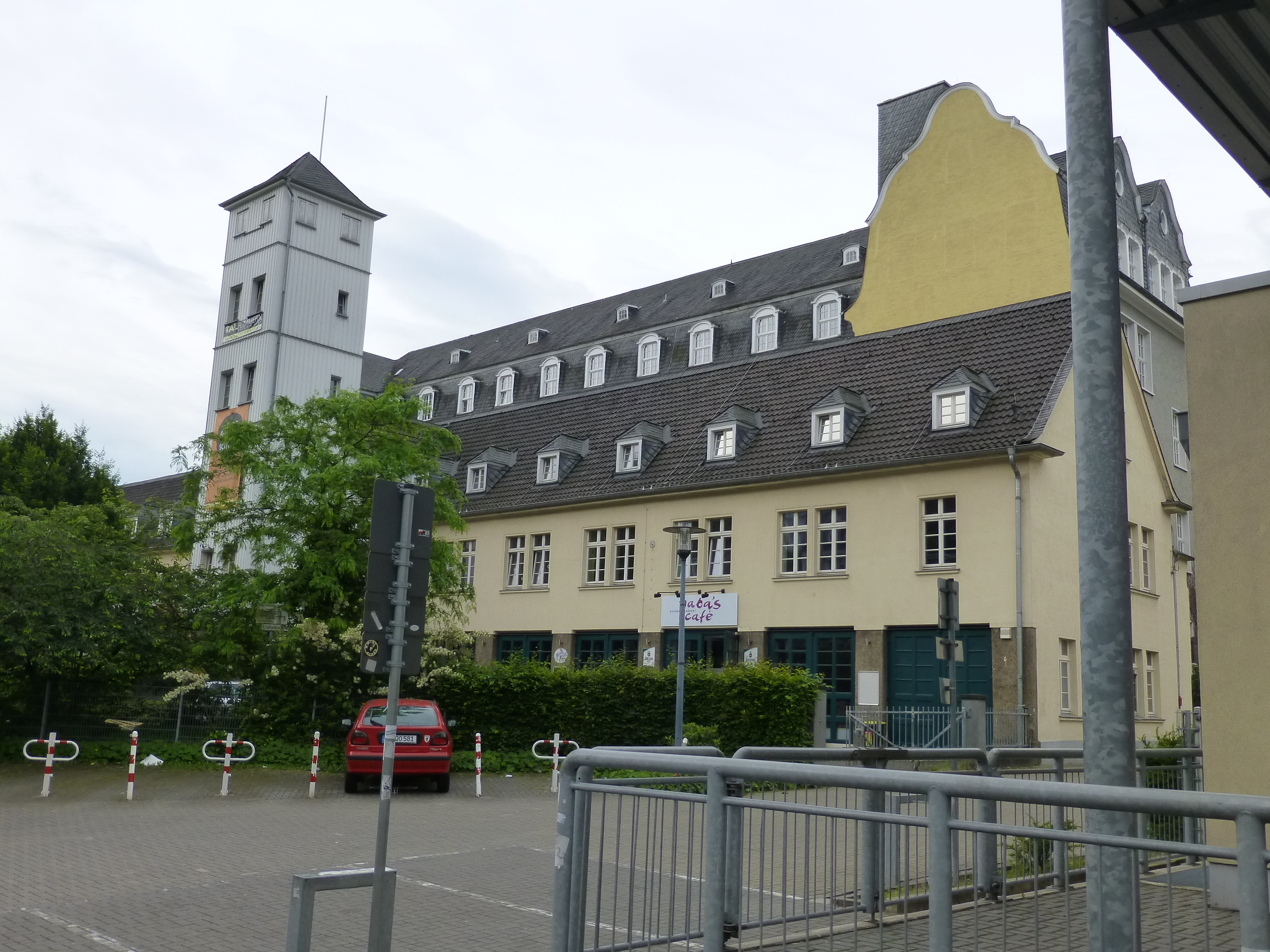

Die Alte Feuerwache Gathe wurde im Jahr 1923 errichtet, sechs Jahre bevor die Stadt Elberfeld gemeinsam mit anderen Gemeinden zur Stadt Wuppertal vereinigt wurde. Das Gebäude besitzt ein ausgebautes Satteldach und besteht aus zwei Stockwerken. Als Feuerwehrhaus wurde dem Gebäude ein fünfgeschossiger Steigerturm als Übungsturm für Sprung- und Anleiterübungen hinzugefügt.

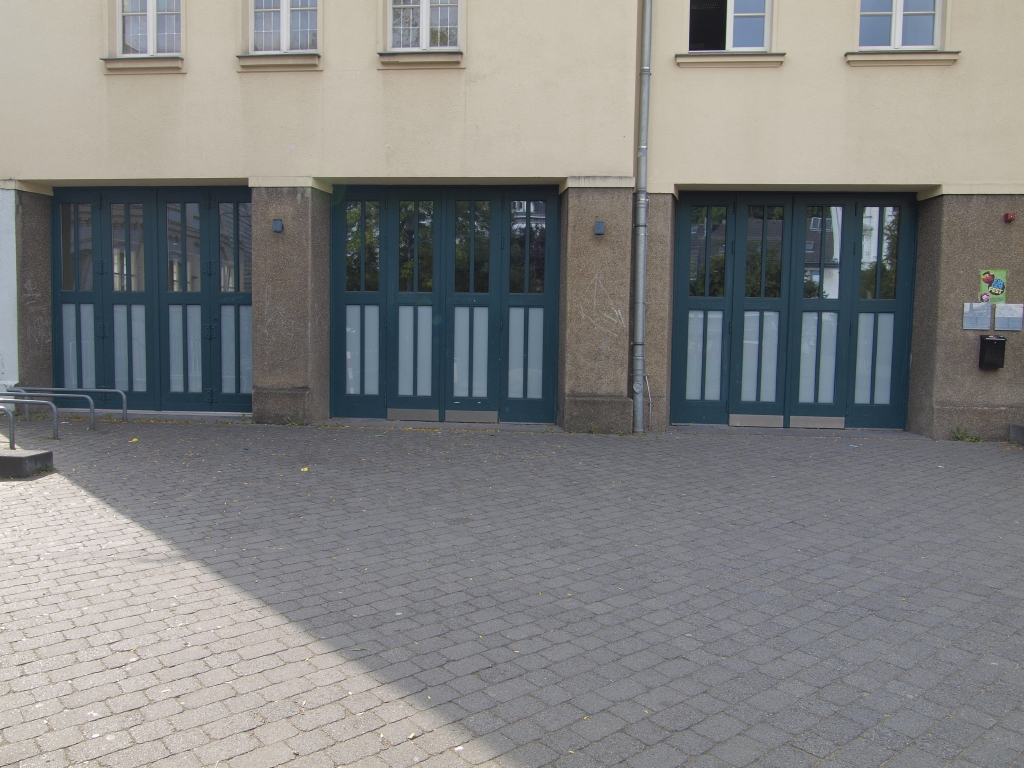
Tore im Erdgeschoss

Im Erdgeschoss befindet sich eine Reihe Garagen, die mit Falttoren geschlossen werden können. Der Steigerturm ist in der Front nahezu mittig angeordnet. Erdgeschoss und erste Etage des Fahrzeug- und Mannschaftsgebäudes sind verputzt und in einem gelben Farbton gestrichen; beim Steigerturm ist die untere Etage verputzt und gestrichen, die oberen Geschosse sind jedoch mit einer weißen Holzverkleidung versehen. In die Dachfläche des ausgebauten Dachgeschosses ist eine Vielzahl von Gauben eingebaut, deren Positionen sich an den Fenster- und Toröffnungen der Fassade orientieren.
Der Baustil der 1920er Jahre spiegelt sich in der Bauweise, der Art der Verputzung und der Ausgestaltung wider und ist ein typisches Beispiel für die Baukunst dieser Zeit. Noch in der Tradition gründerzeitlicher Vorgänger werden bereits die wichtigen Bedürfnisse moderner Brandbekämpfung bedient; es werden zeitgemäße Einrichtungen für die Motorisierung und Technisierung der Löscheinheiten berücksichtigt.
Unter Schutz gestellt ist das gesamte Gebäude; dieses wurde am 12. November 1993 in die Denkmalliste eingetragen.

## Nutzungsgeschichte
Das Gelände der Alten Feuerwache Gathe gemeinsam mit der angrenzenden Turnhalle wurde bis 1905 von der Firma F. & G. Jaeger genutzt. Die Eisengießerei und Maschinenfabrik Jaeger wurde im Jahr 1868 gegründet und produzierte Gussteile für die Textilindustrie sowie später Achsen und Achslagerkästen für die Eisenbahn. Mit der in Elberfeld ansässigen Bergisch-Märkischen Eisenbahn-Gesellschaft bestanden enge Geschäftsverbindungen. Nachdem bereits 1898 die Fläche zu klein wurde, verlagerte die Firma ihren Sitz in die Mettmanner Straße und gab das Grundstück Gathe im Jahr 1905 auf.
Nachdem zu Beginn des 20. Jahrhunderts die Elberfelder Feuerwehr mit benzin-elektrischen-Fahrzeugen, Autospritzen und Motorleitern ausgestattet worden war, wurden neue Räumlichkeiten benötigt. Verzögert durch den Ersten Weltkrieg wurde in der Gathe von 1921 bis 1923 eine neue Feuerwache gebaut, die auf die modernen Ansprüche der Feuerwehr ausgerichtet wurde. Die Fahrzeughalle im Erdgeschoss war mittels Rutschstangen mit den Mannschaftsräumen im ersten Obergeschoss verbunden, so dass nach einer Alarmierung die Feuerwehr innerhalb von 15 bis 20 Sekunden ausrücken konnte. Weiterhin war die Feuerwache mit einer Telegrafenzentrale ausgerüstet; auch gab es im Gebäude mehrere Werkstätten. Zu diesen gehörten Schlosserei, Schmiede, Klempnerei, Schreinerei, Lackiererei, Schneidewerkstatt, Schlauchmacherei und Vulkanisierwerkstatt. Eine „Samariterstation“ mit Krankenwagen befand sich in der Nachbarschaft.
Bis 1990 wurde das Gebäude als Feuerwache genutzt.

## Heutige Nutzung
Im Jahr 1991 übernahm der Nachbarschaftsheim Wuppertal e. V. zunächst den südlichen Teil, während der nördliche als städtische Übernachtungsstelle für nichtsesshafte Männer genutzt wurde. Die Räumlichkeiten wurden durch den Verein renoviert, im September 1991 nahm dort das Internationale Jugend- und Begegnungszentrum Alte Feuerwache seine Tätigkeit auf. Schwerpunktmäßig werden Kinder und Jugendliche aus sozial benachteiligten Verhältnissen unterstützt. Die große Nachfrage nach den Angeboten des Nachbarschaftsheims führte dazu, dass ab 1995 auch der nördliche Teil vom Verein übernommen und renoviert wurde. Betreut werden seitdem täglich 80–100 Kinder und Jugendliche.
Eine Grundsanierung des Komplexes mit Mitteln aus dem Städtebauförderungsprogramm des Landes Nordrhein-Westfalen fand zwischen 1999 und 2001 statt. Der Steigerturm wurde im Rahmen dieser Sanierungsarbeiten zu einem Kletterturm umgebaut.
Neben offener Kinder- und Jugendarbeit, Sozial- und Flüchtlingsberatung wird mit den „8samkeitsgruppen“ die individuelle Betreuung hochbelasteter Kinder angeboten.  2016 war die Alte Feuerwache Preisträger des WDR Kinderrechtepreises. Nach mehrjähriger Planung und Vorbereitung eröffnete 2019 der Kulturkindergarten der Alten Feuerwache an der Nordbahntrasse.
Die RAA Wuppertal, eine Regionale Arbeitsstelle zur Förderung von Kindern und Jugendlichen aus Zuwandererfamilien, ist seit 1997 in dem Gebäude untergebracht.  Im gleichen Jahr eröffnete auch ein Café mit Biergarten, zudem ein Erlebnisraum, in dem sich Kinder im Rahmen einer Gewaltpräventionsmaßnahme austoben können. Andere Vereine nutzen in den Abendstunden und am Wochenende die Räume.
Eine Freilichtbühne im Innenhof der Alten Feuerwache entstand im Jahr 2002, als das Open-Air-Kino „Talflimmern“ in die Alte Feuerwache umzog. Seitdem wird in den Sommermonaten das „Kino in der Gathedrahle“ im Innenhof der alten Feuerwache veranstaltet.